# Крачуле
Крачуле су насељено мјесто у општини Пале, Република Српска, БиХ. Према попису становништва из 1991. у насељу је живјело 77 становника.

## Становништво
| Националност       | 1991. | 1981. | 1971. | 1961. |
| Срби               | 77    | 79    | 85    | 102   |
| Југословени        |       | 2     |       |       |
| Хрвати             |       | 1     |       |       |
| остали и непознато |       |       |       |       |
| Укупно             | 77    | 82    | 85    | 102   |

| Демографија | Демографија | Демографија |
| Година      | Становника  | Становника  |
| ----------- | ----------- | ----------- |
| 1961.       | 102         |             |
| 1971.       | 85          |             |
| 1981.       | 82          |             |
| 1991.       | 77          |             |

## Култура
Крачуле припадају парохији у Мокром, Српске православне цркве чије је седиште Црква Успења Пресвете Богородице у Мокром.